# Пушча
Пушча (словен. Pušča) је насељено место у општини Мурска Собота, Помурска регија, Словенија.

## Историја
До територијалне реорганизације у Словенији била су у саставу старе општине Мурска Собота. Пушча као самостално насеље постоји од 2002. године. Настао је издвајањем дела из насеља Чернелавци.

## Становништво
У попису становништва из 2011. године, Пушча је имала 541 становника.
| Број становника према пописима |
| ------------------------------ |
| 2011                           |
| 541                            |

Напомена: Године 2002. настала издвајањем дела из насеља Чернелавци.